# Antona abscissa
Antona abscissa är en fjärilsart som beskrevs av Jacob Hübner 1827. Antona abscissa ingår i släktet Antona och familjen björnspinnare. Inga underarter finns listade i Catalogue of Life.